# 楊政典
楊政典（1978年7月13日—），為台灣體育媒體人，曾任緯來體育台主播兼記者，2006年9月起擔任中華職棒比賽現場直播主播直到2011年球季結束。現為NOWnews記者、職棒球評、網路媒體節目主持人。2016年5月28日起任中華職棒中信兄弟隊專屬頻道Brothers TV球賽主播至年底，2018年起中信兄弟隊專屬頻道改為「爪TV」，再度成為專屬球賽主播。
其本人為中華職棒中信兄弟球迷，2015年中華職棒總冠軍賽後，曾於自己的臉書粉絲專頁上，自稱「崩潰爪典」，改編5566的成名曲「我難過」，抒發象迷被逆轉落敗的心情。
其個人傾向於支持本土立場。2016年9月，東森新聞台記者丁元凱反對部分觀眾於亞洲青棒錦標賽中舉「台灣就是台灣」的布條，並支持工作人員的驅離行動。楊政典對此不以為然，表示自己是「台灣人而非中華台北人」。

## 學歷
臺北市立建國高級中學、文化大學新聞系畢

## 經歷
- 兄弟雜誌特約作家
- 緯來體育台主播兼記者（2002年4月－2011年10月31日）
- NOWnews記者（2011年11月1日－2012年6月30日、2012年10月1日－）
- 聯合新聞網體育中心製作人（2012年7月2日－2012年9月30日）
- 博斯運動網體育主播（2014年）
- FOX體育台日本職棒球評（2014年－）
- 網路媒體「Vamos Sports翊起運動」狗吠火車主持人（2015年－）
- 民視四季台中華職棒球評（2016年－）
- TSNA專欄作家
- Brothers TV球賽主播（2016年5月28日－2016年球季結束）
- 麥卡貝爪TV球賽主播（2018年3月28日－2021年球季結束）
- MOMO綜合台日本職棒阪神虎主場賽事主播（2021年-2022年）
- 博斯運動一台中信兄弟主場賽事主播（2022年）

## 外部連結
- 楊政典在台灣棒球維基館上的頁面（繁體中文）
- 楊政典的Facebook專頁